# Спецслужбы Пакистана
В вооружённых силах Пакистана есть подразделение военной разведки, которое отвечает за осуществление военной разведки в Пакистане. В настоящее время генерал-майор Наушад Ахмед Кайани возглавляет подразделение военной разведки Пакистана.
Пакистанская межведомственная разведка была создана в 1948 году в целях укрепления обмена военной информацией между тремя ветвями вооружённых сил Пакистана после индо-пакистанской войны 1947 года, которая выявила недостатки в сборе разведывательных данных и координации между пакистанской армией, ВВС и ВМС.